# Heide Lipecky
Heide Lipecky (* 1943) ist eine deutsche Übersetzerin.
Lipecky kam 1967 zur Zeitschrift Sinn und Form. Bereits 1969 durfte sie Hugh MacDiarmid für das Heft 6 interviewen. Sie arbeitete 40 Jahre als Lektorin bei der Zeitschrift, für die sie auch als Autorin schrieb. Lipecky gilt als Expertin für englische und amerikanische Literatur. Wilhelm Girnus, der Chefredakteur der Zeitschrift Sinn und Form, würdigte ihren literarischen Geschmack und ihre Kenntnis bei der Auswahl von amerikanischer und kanadischer Literatur. Lipecky gehörte zu den Mitarbeitern von Sinn und Form, die, auch in Zeiten des Umbruchs, die literarische Kontinuität der Zeitschrift gewährleisten konnten. („During such periods of uncertainty the journal was sustained by the continuity which figures such as Lipecky were able to provide.“)
Sie übersetzte u. a. Werke von Eric Voegelin und René Girard aus dem Englischen. Außerdem verantwortete sie eine Bearbeitung des dritten Bandes von Jean-Henri Fabres Erinnerungen eines Insektenforschers (Souvenirs Entomologiques III) aus dem Französischen.
Ab 1971 gab sie zusammen mit Ewald Festag und Ingrid Eitlinger das Lehrbuch English for You: Extended course (Volk und Wissen) heraus, das an allen Oberschulen der DDR für den Englischunterricht verwendet wurde, und prägte so das England- und Amerikabild in der DDR mit.
1974 erschien im Verlag der Nation in Ost-Berlin Lipeckys Übersetzung einer Kurzgeschichte von Walter Kaufmann unter dem Titel Und was wirst du morgen tun?; die Sammlung von Stories trug den deutschen Titel Am Kai der Hoffnung.
1975 legte Lipecky die Übersetzung des Romans Revolutionary Road von Richard Yates aus dem Amerikanischen unter dem Titel Das Jahr der leeren Traume vor. Das Buch erschien im Ost-Berliner Verlag Volk und Welt und war die einzige deutschsprachige Übersetzung, die zu Yates’ Lebzeiten erschien. In einer anderen Übersetzung wurde das Werk 2002 unter dem heute bekannten Titel Zeiten des Aufruhrs auf Deutsch wiederveröffentlicht.
Nach der Wende war sie an der Akademie der Künste in Berlin angestellt. Zu dieser Zeit unterstützte sie u. a. Stephen Parker bei den Recherchen für seine Huchel-Biographie und lektorierte Erich Loest.